# Toyota GR Super Sport Concept
Das Toyota GR Super Sport Concept ist eine 2018 vorgestellte Studie eines zweisitzigen Sportwagens von Toyota Gazoo Racing.

## Allgemeines
Das GR Super Sport Concept wurde im Januar 2018 beim Tokyo Auto Salon erstmals öffentlich vorgestellt. Die weiß lackierte Karosserie des Fahrzeuges ist Supersportwagen-typisch flach und breit gestaltet und modernen Sicherheitsstandards entsprechend auf einem Carbon-Monocoque montiert. An der Front sind großflächige Lufteinlässe, welche während der Fahrt die Luft durch Kanäle hinter die Vorderräder an die Fahrzeugseiten leiten. Die Technik basiert auf der des Le-Mans-Prototypen Toyota TS050 Hybrid. Der V6-Biturbo-Motor mit 2,4 l Hubraum und das Toyota Hybrid System-Racing (THS-R) genannte Hybridsystem wurden direkt aus dem TS050 übernommen. Die Systemleistung beträgt 735 kW (1000 PS). Die Studie hat 18-Zoll-Felgen und Bridgestone-Slicks in den Maßen 330/710R18.
Eine Serienfertigung mit Straßenzulassung ist in kleiner Auflage geplant. Ein Datum für den Produktionsbeginn ist bisher nicht bekannt.

## Le Mans 2020
Die FIA und der ACO bestätigten 2018, die bestehende LMP1-Kategorie ab der Saison 2020 durch eine neue Hypercar-Klasse zu ersetzen. In dieser neuen Klasse werden im Rahmen der FIA-Langstrecken-Weltmeisterschaft Sportwagen antreten, die Straßenfahrzeugen mehr ähneln sollen, als es bisherige Le-Mans-Prototypen tun. Toyota zählt zu den Herstellern, die an der Schöpfung der neuen Kategorie beteiligt sind. Das Toyota GR Super Sport Concept gilt als eine Vorschau auf die späteren Fahrzeuge der Hypercar-Klasse.